# Abasár
Abasár är en ort i Ungern.   Den ligger i provinsen Heves, i den centrala delen av landet, 80 km öster om huvudstaden Budapest. Abasár ligger 175 meter över havet och antalet invånare är 3 189.
Terrängen runt Abasár är kuperad åt nordväst, men åt sydost är den platt. Terrängen runt Abasár sluttar söderut. Runt Abasár är det ganska tätbefolkat, med 78 invånare per kvadratkilometer. Närmaste större samhälle är Gyöngyös, 5,8 km väster om Abasár. Trakten runt Abasár består till största delen av jordbruksmark.